# Геотекстиль

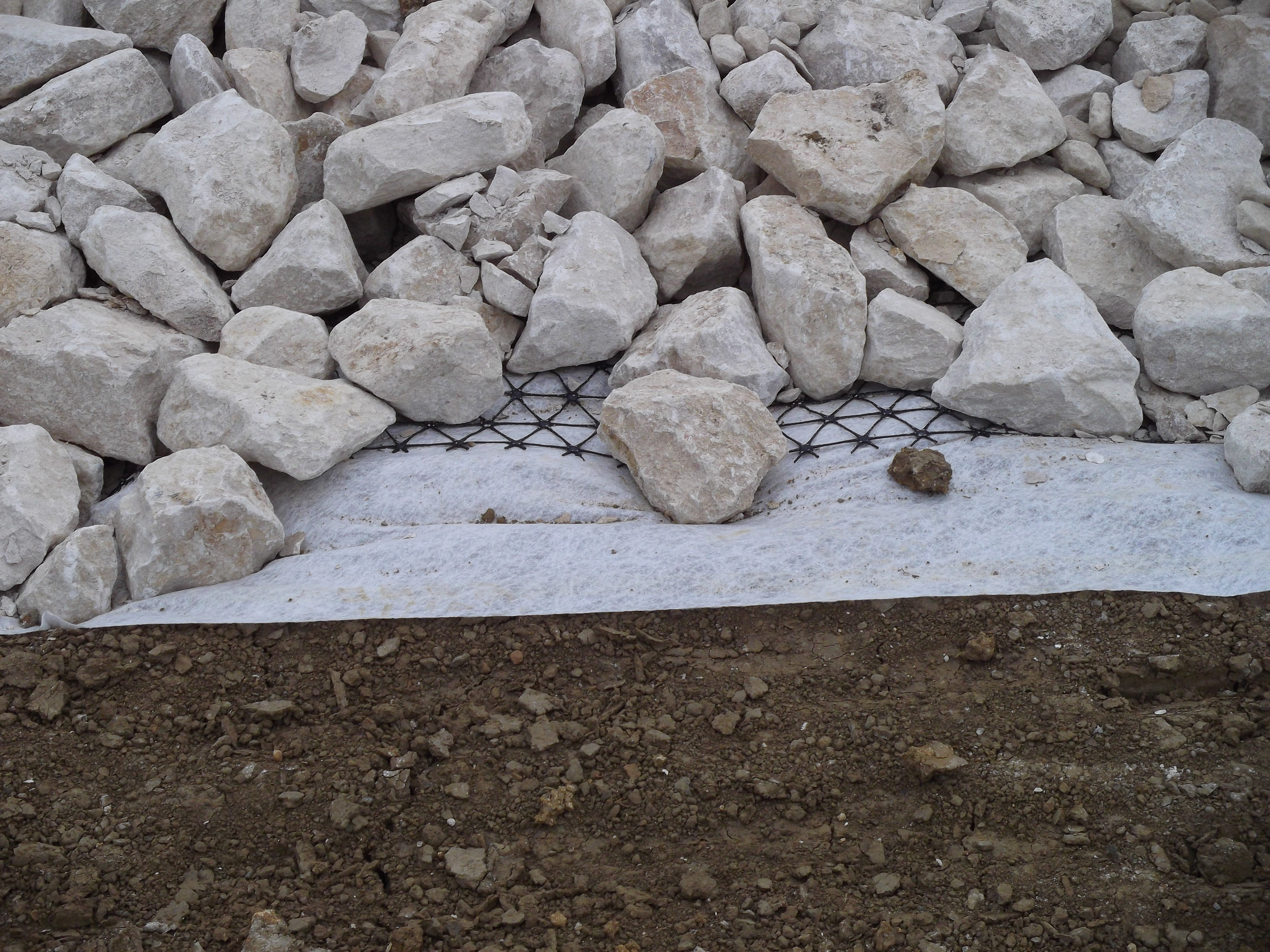
Геотекстиль и геосетка

Геотекстиль (англ. geotextile) — один из видов геосинтетиков; геоткань (тканое полотно), а также нетканое полотно, изготавливаемые иглопробивным, термоскрепленным (каландрирование) или гидроскреплённым способами из полипропиленовых и/или полиэфирных нитей — из одной бесконечной нити (мононить), либо из обрезков 2,5—10 см (штапель). Смесовые волокна подразумевают включение полушерстяных или хлопчатобумажных нитей.
Тканой разновидностью геотекстиля является геоткань, изготавливаемая из стеклянных или полиэфирных волокон. Геоткань характеризуется разрывной нагрузкой до 2200 кН/м² (армирующий тканый геотекстиль из полиэфирных нитей). При её изготовлении из волокон в начале формируются нити толщиной 1—3 мкм, из которых затем изготавливается ткань.

## Применение
Применяется в строительстве и геотехнике, сельском хозяйстве, медицине, бытовой технике. Используется при производстве мебели, упаковки, одежды, средств гигиены.
- В строительстве самым высококачественным геотекстилем считался произведённый иглопробивным способом из 100 % полипропиленовой нити [источник не указан 5063 дня], пока иглы не заменили на тонкие струйки воды[источник не указан 5042 дня] под высоким давлением (гидроскреплённый геотекстиль), так как в отличие от воды иглы повреждают мононить.[источник не указан 5042 дня] Используется при строительстве взлетных полос, автомобильных и железных дорог, фундаментов зданий, укладывается под тротуарную плитку и брусчатку.
- В качестве дрен и фильтров применяется иглопробивной геотекстиль в дополнение или взамен традиционных зернистых материалов.[3]
- В медицине (одноразовая одежда и постельное бельё) применяется термоскреплённый геотекстиль, обычно двухслойный или трехслойный.
- В средствах гигиены (прокладки, тампоны, подгузники, гигиенические салфетки и т. п.) обычно используется медицинский спанбонд.
- В сельском хозяйстве — для защиты от сорняков и птиц, а также в качестве укрывного материала на парники (вместо ПЭ плёнок, рассчитанных на один сезон) используется иглопробивной геотекстиль.
- В мебельной промышленности (подбивка мягкой мебели и матрацев) и бытовой технике (фильтры) обычно используется дешёвый геотекстиль из полиэфирных или смесовых штапельных нитей.
- На упаковку (мешки для обуви, одежды, бытовой техники и т. п.) обычно используют термоскреплённый геотекстиль без УФ-стабилизатора, который также идёт на обмотку дренажных перфорированных труб и изготовление геомембраны (в качестве фильтра).

## Основные функции нетканого геотекстильного материала (Геотекстиля)
Нетканый геотекстильный материал выполняет следующие функции:
- Армирование;
- Разделение;
- Борьба с эрозией;
- Дренирование;
- Фильтрация;
- Шумоизоляция;
- Равномерное распределение динамической и статистической нагрузки.

## Выбор геотекстиля по функциональному применению
Долгое время считалось, что основным показателем нетканого иглопробивного геотектсиля считается показатель поверхностной плотности (г/м кв.) С тех пор производство геосинтетических материалов шагнуло далеко вперёд и кроме базовых материалов по плотностям, появилось возможность производить материалы с учётом требований объекта.
В настоящее время показатель поверхностной плотности не является главным показателем для определения пригодности материала. Более того, если подбирать материал по данному показателю, можно выбрать материал, который не будет выполнять необходимый функционал в проекте. Например геотекстиль плотности 100 г/м кв. у одного производителя будет иметь разрывную нагрузку 2 кН/м, а у другого 3,5 кН/м.
Если геотекстиль выполняет функцию армирования, то необходимо выбирать его по показателям:
- прочность при растяжении;
- относительное удлинение при максимальной нагрузке.

Если геотекстиль выполняет функцию разделения:
- прочность при растяжении;
- относительное удлинение при максимальной нагрузке;
- прочность при статическом продавливании;
- прочность при динамическом продавливании.

Если геотекстиль выполняет функцию борьбы с эрозией:
- прочность при растяжении;
- относительное удлинение при максимальной нагрузке.

Если геотекстиль выполняет функцию дренирования:
- коэффициент фильтрации при давлении 2кПа;
- прочность при растяжении.

## Национальные стандарты Российской Федерации
- ГОСТ Р 53225-2008
- ПНСТ 317-2018
- ТУ 13.95.10-002-13486920-2018
- СТО 56910145-009-2014
- СТО 05064236.13-2016
- ГОСТ 56419-2015
- ГОСТ Р 55030-2012
- ГОСТ Р 50276
- ГОСТ 15902
- СТО 56910145-020-2015
- ГОСТ Р 50277
- ГОСТ Р 53226, ИСО 10319
- ГОСТ 8847
- ИСО 12236
- ИСО 13433
- ИСО 12956
- ГОСТ Р 52608
- ИСО 11058
- ГОСТ Р 55035-2012
- ГОСТ Р 55031-2012
- ГОСТ Р 55032-2012
- ГОСТ 9.049
- ОДМ 218.5.006- 2010

## Галерея

Защита тротуарной плитки от провалов
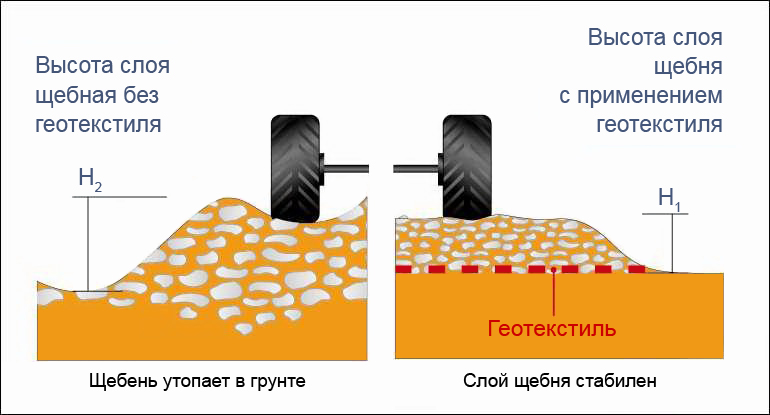
Геотекстиль в дорожном строительстве